# Lepidodermella squamata
Lepidodermella squamata là một loài động vật nhỏ sống nước ngọt trong ngành Gastrotricha.

## Mô tả
Lepidodermella squamata là một sinh vật giống như loài sâu nhỏ phát triển đến chiều dài 190 μm (0.007 inch). Bề mặt của thân được bao phủ bởi vảy. Có những túm lông trên đầu và hai hàng lông mao trên bề mặt bụng của cơ thể.

## Phân bố và môi trường sống
Lepidodermella squamata được tìm thấy ở Bắc và Nam Mỹ, Nhật Bản và các nước châu Âu. Nó là một loài sống nước ngọt và được tìm thấy trên bề mặt của các cây thủy sinh ở các hồ, ao, suối và đầm lầy. Nó cũng được tìm thấy giữa các hạt trầm tích ở đáy thể nước.